# Rovná (district de Pelhřimov)
Pour les articles homonymes, voir Rovná.
Rovná (en allemand : Rowna) est une commune du district de Pelhřimov, dans la région de Vysočina, en République tchèque. Sa population s'élevait à 52 habitants en 2024.

## Géographie
Rovná se trouve à 10 km à l'est-nord-est de Pacov, à 11 km au nord-ouest de Pelhřimov, à 36 km à l'ouest-nord-ouest de Jihlava à 82 km au sud-est de Prague.
La commune est limitée par Arneštovice au nord, par Křelovice et Červená Řečice à l'est, par Mašovice, un quartier exclavé de Hořepník, au sud, et par Bořetice et Hořepník à l'ouest.

## Histoire
La première mention écrite de la localité date de 1352.

## Transports
Par la route, Rovná se trouve à 11,5 km de Pacov, à 14,5 km de Pelhřimov, à 45,5 km de Jihlava à 103 km de Prague.